# Visoče (Tržič, Slovenija)
Visoče je naselje u slovenskoj Općini Tržiču. Visoče se nalazi u pokrajini Gorenjskoj i statističkoj regiji Gorenjskoj. 

## Stanovništvo
Prema popisu stanovništva iz 2002. godine naselje je imalo 80 stanovnika.